# 天津航空
天津航空（英語：Tianjin Airlines，简稱天航），是一家注册在中国（天津）自由贸易试验区以天津为运营基地的航空公司，于2009年6月8日成立，由海航集团公司、天津保税区投资公司以及海南航空股份有限公司共同出资组建。天津航空的总部位于天津市，以天津滨海国际机场和西安咸阳国际机场为枢纽机场。
天津航空自成立以来快速发展，先后三次获准扩大运营范围。2011年，天津航空获评“全球Skytrax四星航空公司” ，成为全球最年轻的四星航企。截止到2014年，天津航空共计开通150余条国际国内航线，通航城市100座，年旅客运输量1000余万人次。

## 历史

### 大新华快运时期

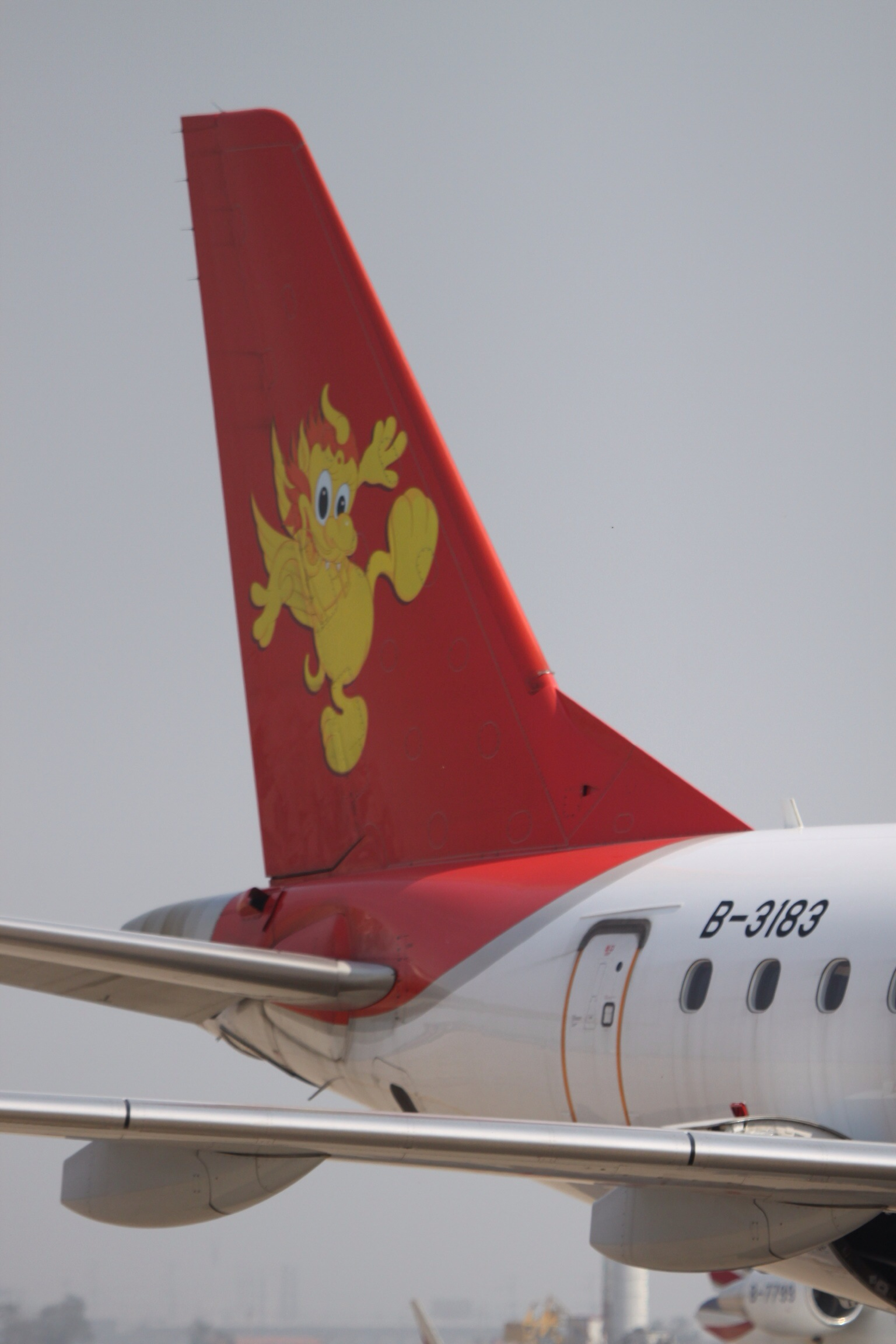
大新华快运时期的Logo

2006年4月18日，海航集团与天津市政府签署战略合作框架协议，拟投资超过100亿元在天津组建中国大陆最大的支线航空公司。11月15日，海航集团与海南航空共同出资在天津设立大新华快运航空公司，组建初期，拟从海南航空股份公司调入飞行、维修、签派、商务人员。
2007年3月30日，总部设在天津的大新华快运正式揭牌并实现首航，以天津滨海国际机场和西安咸阳国际机场为枢纽机场。同年8月18日，大新华快运正式将航班二字代码由海航的HU更改为大新华快运的GS，并实现GS和HU之间的代码共享。

### 天津航空时期
2009年6月8日，大新华快运航空公司正式更名为天津航空有限责任公司，并在8月份完成工商注册变更。
2010年6月，天津航空获批扩大经营范围，将开始经营干线航空业务，增加运营天津始发至香港、澳门特别行政区和周边国家的航空客货运输业务。12月20日，天津航空开通“天津－呼和浩特－乌兰巴托”的首条国际航线。
2011年6月，天津航空发布新的形象标识。12月7日，天津航空获评“全球Skytrax四星航空公司” ，成为全球最年轻的四星航企。
2013年8月，天津航空再次获批扩大经营范围，将增加运营经营国内(含港澳台)航空客货运输业务，至周边国家的国际航空客货运输业务。2014年6月，天津航空宣布乘务人员的着装将由运动服改为制服。2015年4月30日，经过多次增资及股权变更，天津航空责任公司的股权结构为天航控股占48.21%，海南航空占39.06%，创鑫投资占8.55%，天保投资占4.18%。同年8月20日，民航华北地区管理局再次批准天津航空扩大经营范围，将增加运营远距离国际航线。
2015年5月8日，天津航空新疆分公司于乌鲁木齐地窝堡国际机场（今乌鲁木齐天山国际机场）成立，继天津航空西北、内蒙之后第三家分公司。
2016年9月19日，天津航空贵州分公司成立。
2018年12月13日海航控股以11.34億元人民幣收購天津創鑫持有公司控股子公司天津航空有限責任公司8.55%股權。完成後，天津創鑫將清空天津航空股權，海航控股將持有天津航空95.82%股權，續為第一大股東
2019年10月16日海航控股以66.85億元向海航航空出售天津航空48%股權，交易完成後，海航控股對天津航空的持股比例將從95.82%降為47.82%，天津航空不再是海航控股的控股子公司。

## 机队

### 现役机队

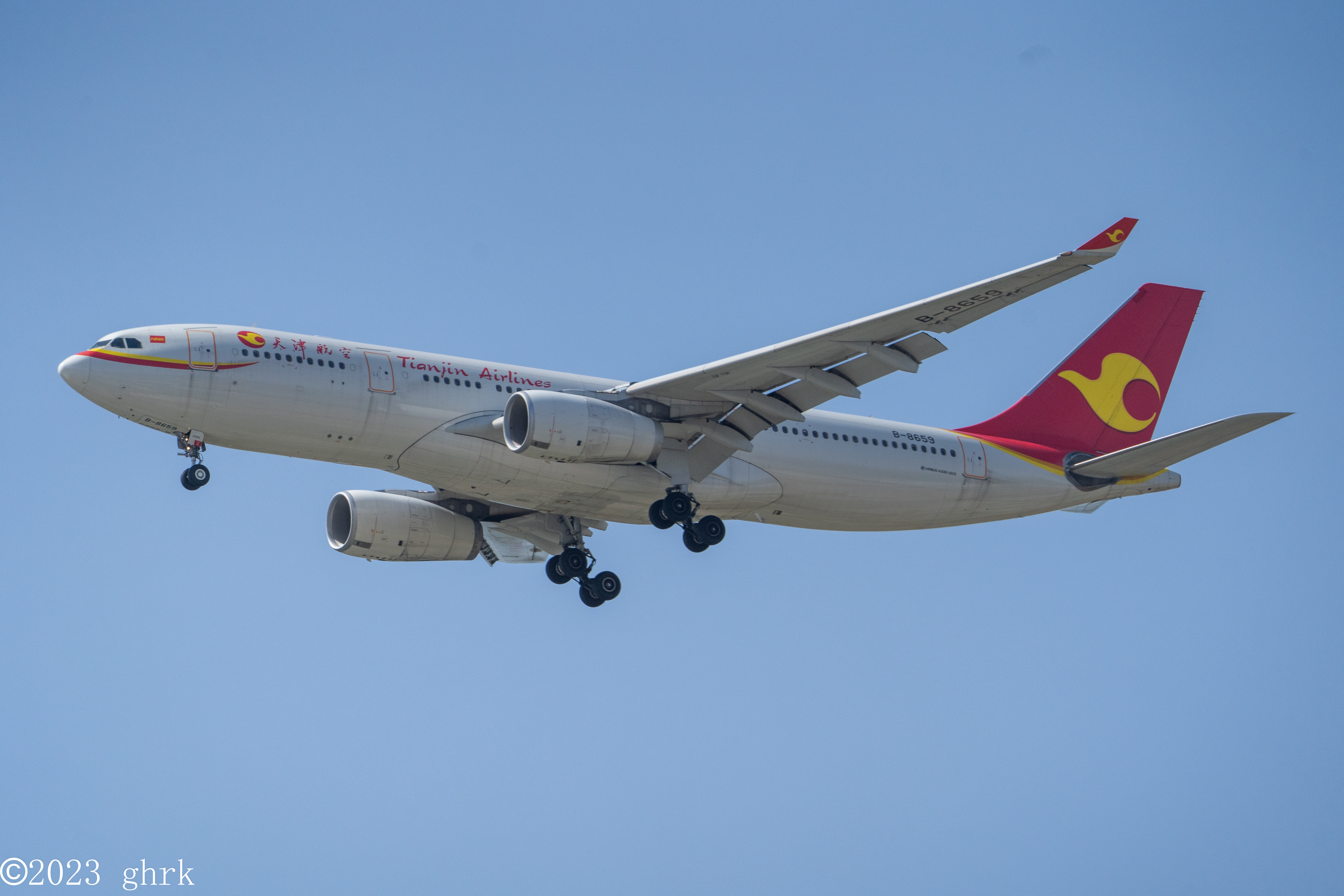
天津航空空客A330-243
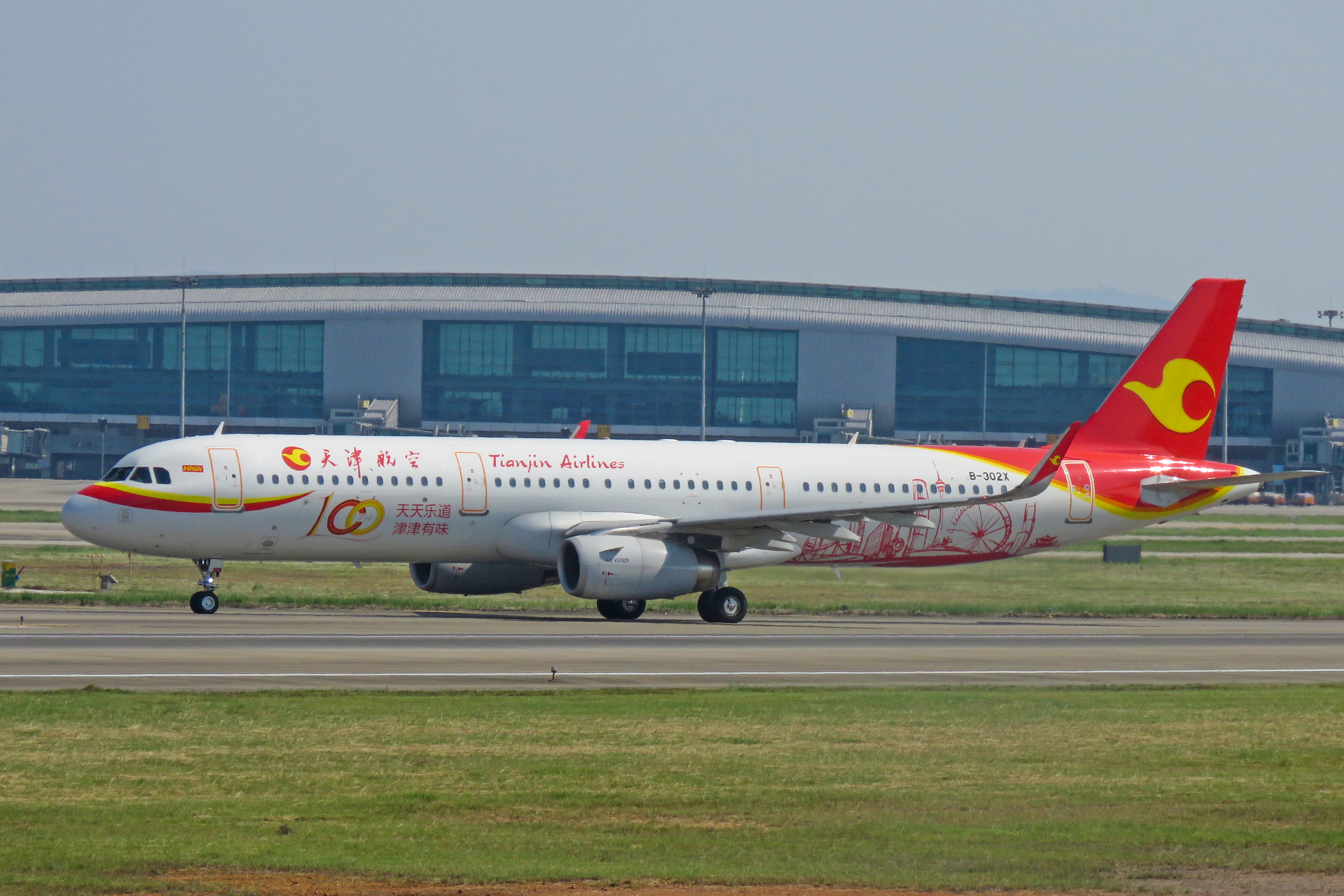
天津航空空客A321
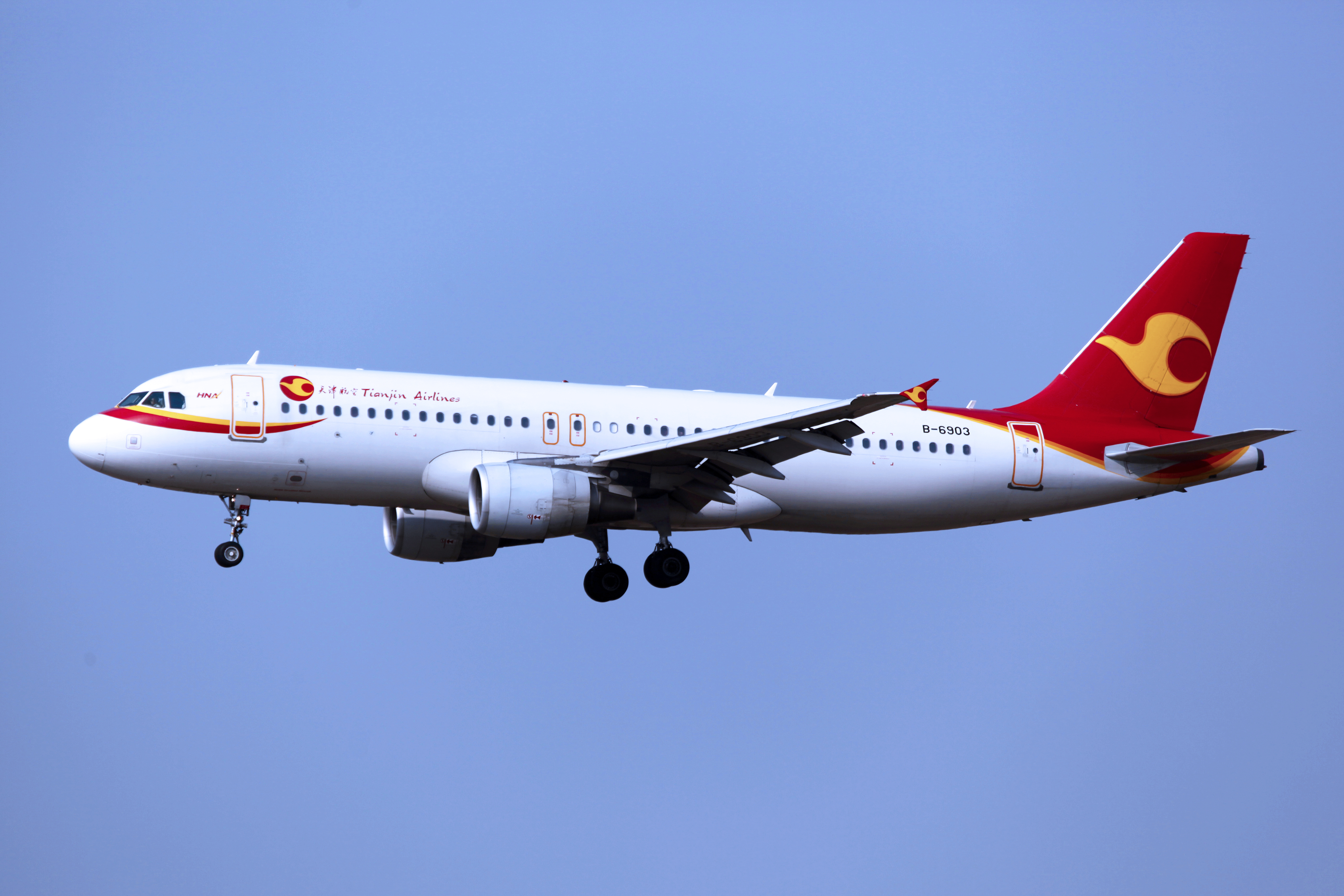
天津航空空客A320
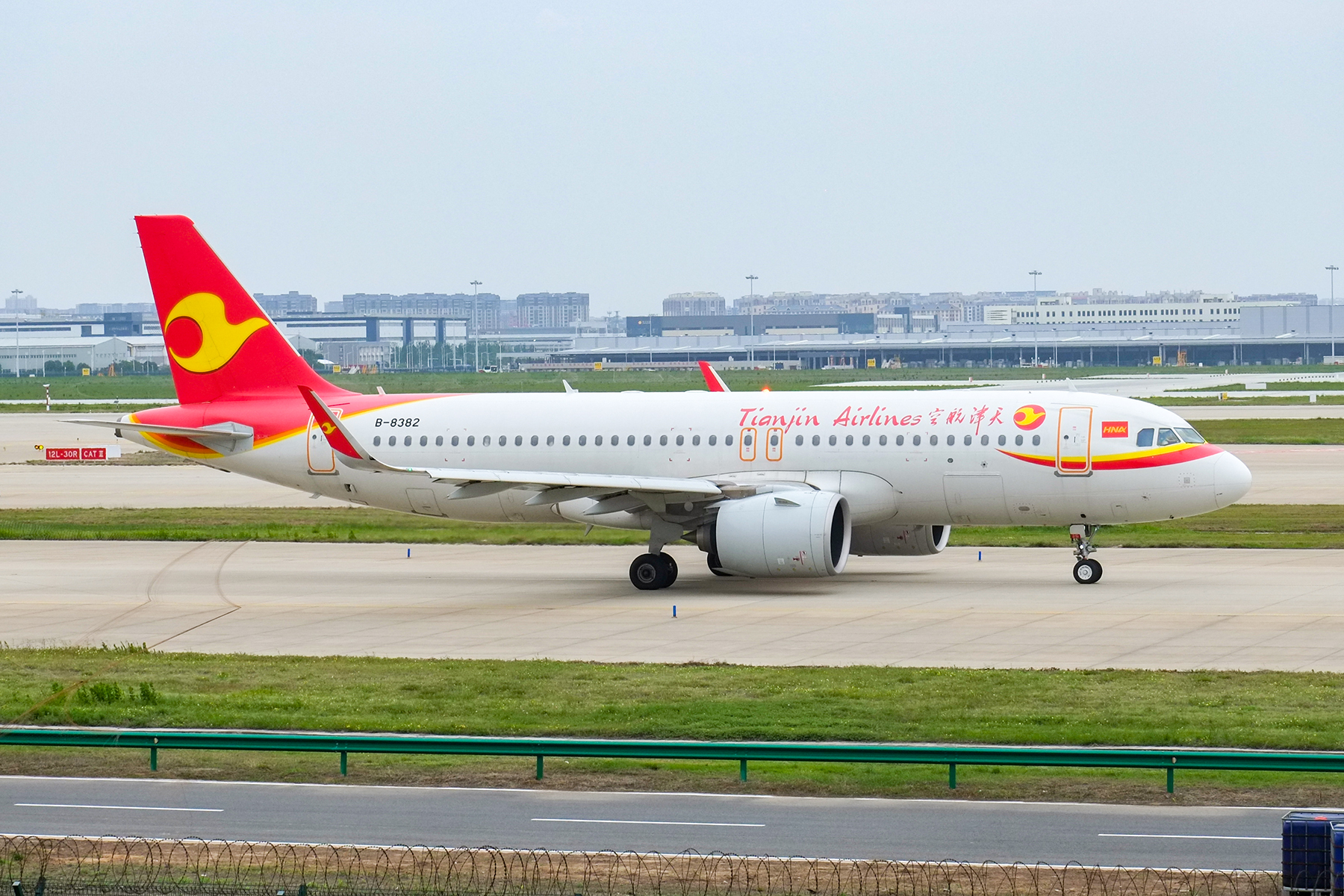
天津航空空客A320neo
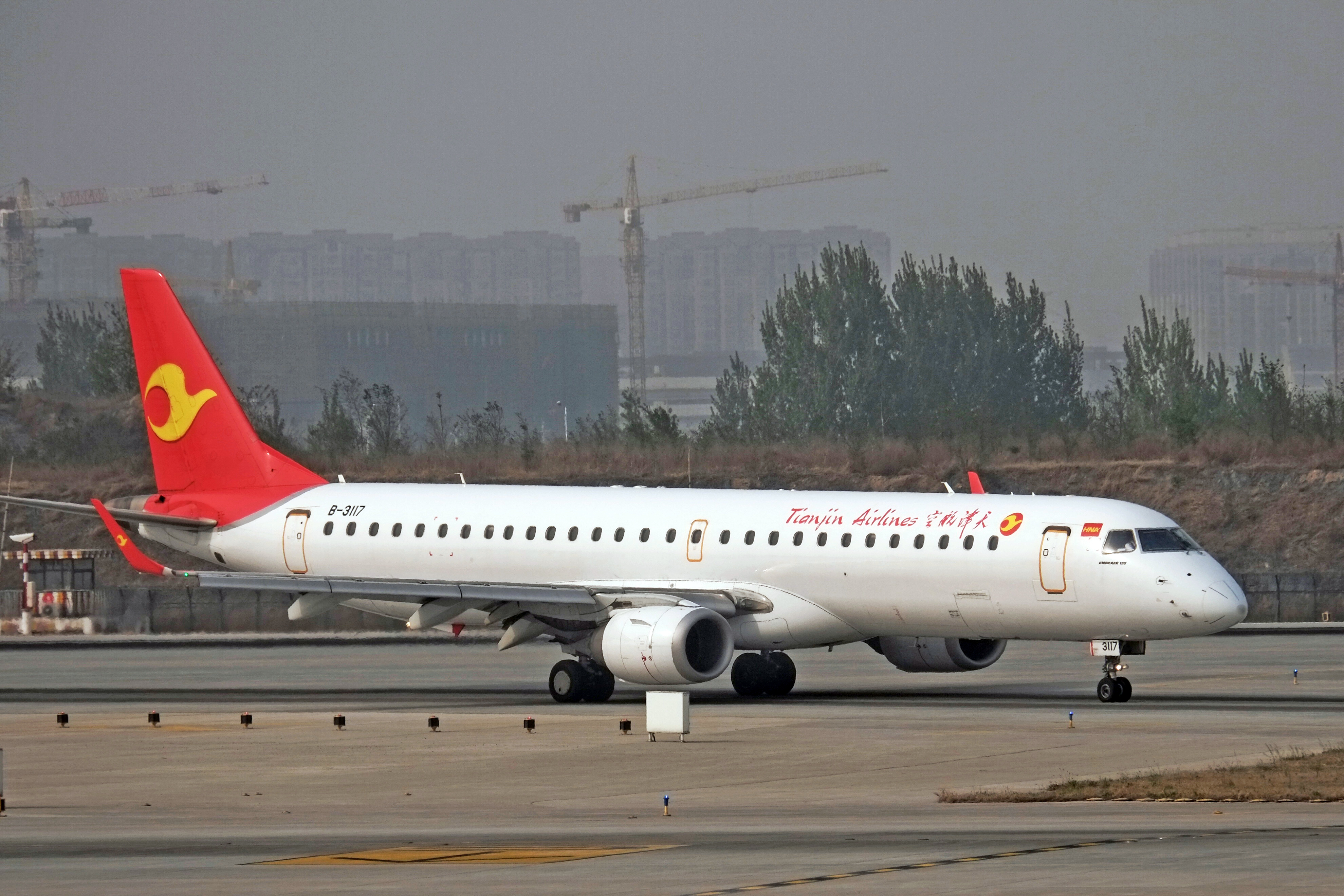
天津航空巴航工业E195
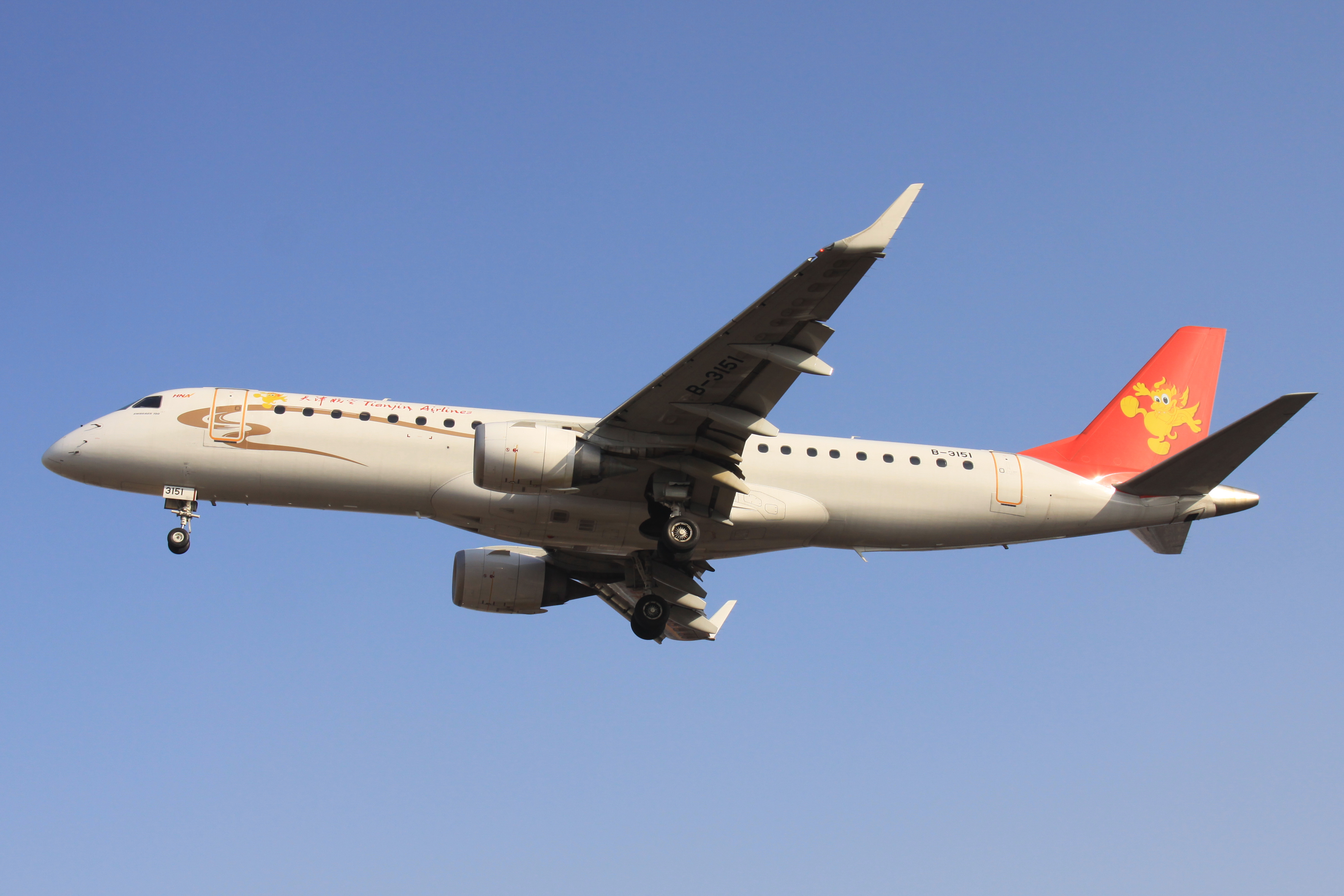
天津航空巴航工业E190

### 已退役机型

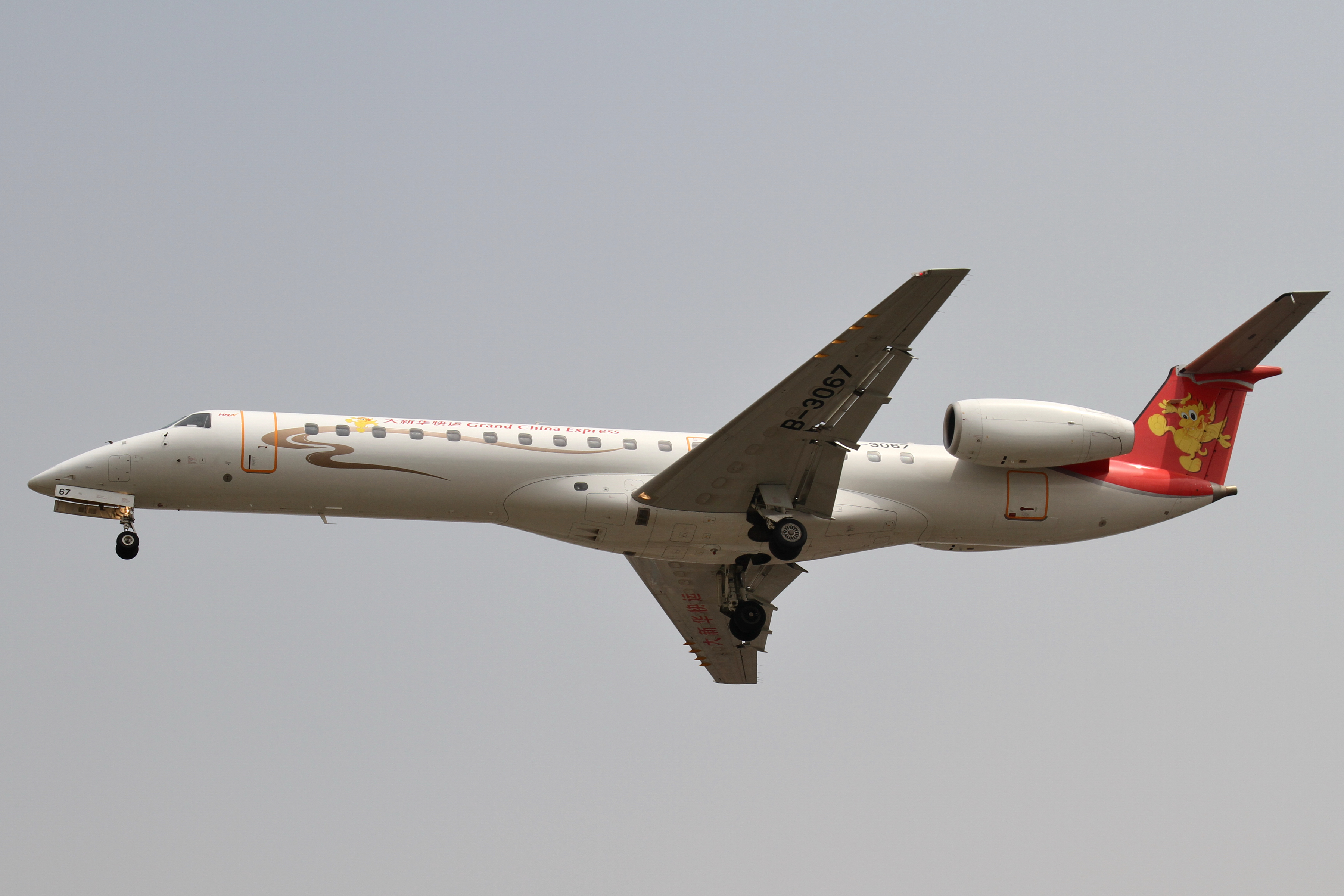
天津航空ERJ-145LI（已退役

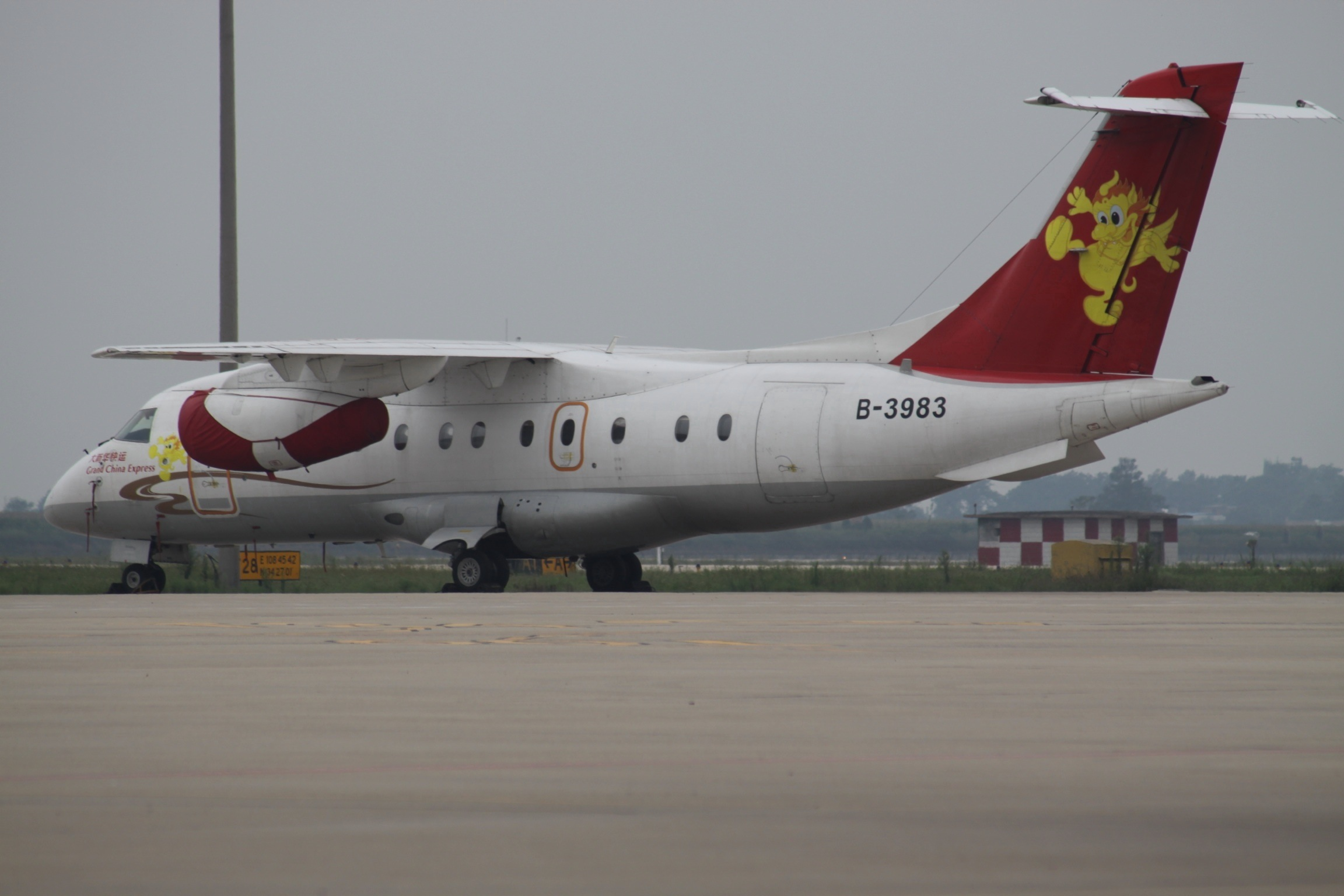
大新华快运多尼尔328JET（已退役）

- ERJ-145系列（其中8架转让给加纳非洲世界航空）
- 多尼尔328JET
- 空中巴士A330-300（其中2架转让给香港航空）

## 航点

### 国际航点
| 洲     | 国家與地区 | 航点   | 机场                    | IATA | ICAO | 备注/航班号（僅顯示天航實際執飛航班）                  |
| ------ | ---------- | ------ | ----------------------- | ---- | ---- | ------------------------------------------------------ |
| 东亚   | 香港       | 香港   | 香港国际機場            | HKG  | VHHH | GS7963/7964 天津往返                                   |
| 东亚   | 日本       | 大阪   | 大阪關西國際機場        | KIX  | RJBB | GS7977/7978 天津往返 GS7979/7980 天津往返              |
| 东亚   | 日本       | 东京   | 东京国际機場            | HND  | RJTT | GS7989/7990 天津往返                                   |
| 东亚   | 日本       | 札幌   | 新千岁機場              | CTS  | RJCC | GS7971/7972 天津往返                                   |
| 东亚   | 日本       | 名古屋 | 中部国际機場            | NGO  | RJGG | GS7981/7982 天津往返                                   |
| 东亚   |            | 首尔   | 仁川国际機場            | ICN  | RKSI | GS7993/7994 天津往返                                   |
| 欧洲   | 英国       | 倫敦   | 倫敦希斯罗機場          | LHR  | EGLL | GS7965/7966 重庆往返 GS7987/7988 天津往返经停西安      |
| 欧洲   | 俄羅斯     | 莫斯科 | 谢列梅捷沃国际机场      | SVO  | UUEE | GS7941/7942 重庆往返                                   |
| 大洋洲 |            | 悉尼   | 金斯福德·史密斯国际机场 | SYD  | YSSY | GS7939/7940 天津往返经停郑州                           |
| 大洋洲 |            | 墨尔本 | 墨尔本机场              | MEL  | YMML | GS7945 重庆出发                                        |
| 大洋洲 | 新西兰     | 奥克兰 | 奥克兰机场              | AKL  | NZAA | GS7967 天津出发经停西安 季节性 GS7957 天津出发经停重庆 |

## 所获奖项
- 2011年SKYTRAX中国最佳区域航空公司[3]
- 2011年全球四星航空公司[3]
- 2014年SKYTRAX中国最佳区域航空公司[3]

### Skytrax評估
| 年度 | 獎項                       | 排名   |
| ---- | -------------------------- | ------ |
| 2011 | 四星級航空公司             | 不適用 |
| 2011 | 全球最佳航空公司           | 第95名 |
| 2011 | 中國地區最佳區域性航空公司 | 第1名  |
| 2011 | 四星級航空公司             | 不適用 |
| 2011 | 全球最佳航空公司           | 第95名 |
| 2012 | 四星級航空公司             | 不適用 |
| 2012 | 全球最佳航空公司           | 第92名 |
| 2013 | 四星級航空公司             | 不適用 |
| 2013 | 全球最佳航空公司           | 第82名 |
| 2014 | 四星級航空公司             | 不適用 |
| 2014 | 全球最佳航空公司           | 第66名 |
| 2015 | 四星級航空公司             | 不適用 |
| 2015 | 全球最佳航空公司           | 第91名 |
| 2016 | 四星級航空公司             | 不適用 |
| 2016 | 全球最佳航空公司           | 第96名 |
| 2024 | 四星級航空公司             | 不適用 |
| 2024 | 亞洲最佳區域性航空公司     | 第3名  |
| 2024 | 中國地區最佳區域性航空公司 | 第1名  |
| 2024 | 中國地區最佳航空公司員工   | 第3名  |
| 2024 | 中國地區最佳航空公司       | 第6名  |

## 事件
2012年6月29日，新疆和田机场飞往乌鲁木齐地窝堡国际机场的天津航空GS7554航班的发生劫机事件。劫机者在劫机过程中被制伏，航班安全返航至和田机场。当时机上共有乘客92人，机组成员9人。该事件最终造成2名劫机者在医院死亡、2名空中安全员、2名乘务员和多名乘客受伤。因成功制服劫机者，新疆维吾尔族自治区党委、政府表彰处置劫机事件的有功人员，为参与反劫机的10名乘客记功并每人奖励人民币10万元，同时奖励天津航空GS7554航班机组人民币50万元，授予航班机组“处置‘6·29’劫机暴恐事件英雄机组”称号。
2025年7月2日下午5點天津航空GS7833航班飛往內蒙古烏海市，在飛機起飛衝刺階段聽到了一聲巨大的聲響，然後就緊急剎停，3分鐘左右消防公安救護到場，10分鐘左右雲梯到場，機上乘客被緊急疏散，被延誤4小時後乘坐其他飛機飛走了。